# Liste der portugiesischen Botschafter in Malaysia
Die Liste der portugiesischen Botschafter in Malaysia listet die Botschafter der Republik Portugal in Malaysia auf. Die Länder unterhalten seit der malaysischen Unabhängigkeit 1957 erneuerte diplomatische Beziehungen, die auf die Ankunft der Portugiesischen Entdeckungsreisenden im heutigen Malaysia Anfang des 16. Jahrhunderts zurückgehen. Diogo Lopes de Sequeira kam 1509 als erster Gesandter Portugals nach Malakka, das danach von 1511 bis 1641 portugiesische Kolonie wurde. 
Erstmals akkreditierte sich ein portugiesischer Botschafter 1978 in Malaysia. Eine eigene Botschaft eröffnete Portugal dort nicht, der Portugiesische Vertreter in Thailand ist weiterhin auch für Malaysia zuständig und zweitakkreditiert sich dazu in der malaysischen Hauptstadt Kuala Lumpur (Stand 2019).
In Kuala Lumpur besteht oder bestand ein portugiesisches Honorarkonsulat.

## Missionschefs
| Name                                              | Bild     | Amtszeit        | Anmerkungen                                                                         |
| Malaysia                                          | Malaysia | Malaysia        | Malaysia                                                                            |
| ------------------------------------------------- | -------- | --------------- | ----------------------------------------------------------------------------------- |
| Joaquim Renato Corrêa Pinto Soares                |          | ab 1978         | Botschafter mit Amtssitz Bangkok, am 19. April 1978 in Kuala Lumpur akkreditiert    |
| José Eduardo de Mello Gouveia                     |          | ab Februar 1982 | Botschafter mit Amtssitz Bangkok                                                    |
| Sebastião Maria de Almeida Santos Castello-Branco |          | ab 1988         | Botschafter mit Amtssitz Bangkok, am 25. November 1988 in Kuala Lumpur akkreditiert |
| Gabriel Maria da Costa Mesquita de Brito          |          | ab 1997         | Botschafter mit Amtssitz Bangkok, am 7. Mai 1997 in Kuala Lumpur akkreditiert       |
| José Tadeu da Costa Sousa Soares                  |          | ab 2000         | Botschafter mit Amtssitz Bangkok, am 25. Juli 2000 in Kuala Lumpur akkreditiert     |
| João António da Silveira de Lima Pimentel         |          | ab 2004         | Botschafter mit Amtssitz Bangkok                                                    |
| António Félix Machado de Faria e Maya             |          | ab 2007         | Botschafter mit Amtssitz Bangkok                                                    |
| Jorge Ryder Torres Pereira                        |          | ab 2011         | Botschafter mit Amtssitz Bangkok                                                    |
| Luís Manuel Barreira de Sousa                     |          | ab 2014         | Botschafter mit Amtssitz Bangkok                                                    |
| Francisco de Assis Morais e Cunha Vaz Patto       |          | seit 2016       | Botschafter mit Amtssitz Bangkok                                                    |